# Первая Песнь о Хельги Убийце Хундинга
«Первая Песнь о Хельги Убийце Хундинга» (исл. Helgakviða Hundingsbana I) — одна из поэм древнескандинавского «Королевского кодекса» (XIII век), входящая в состав «Старшей Эдды» (наряду со «Второй Песнью о Хельги Убийце Хундинга»).

## Сюжет
Главный герой песни — конунг Хельги, сын Сигмунда и Боргхильд, принадлежащий к роду Ильвингов, отождествлённому здесь с Вёльсунгами. На следующий день после своего рождения он становится воином, в 15 лет убивает «властителя многих земель и людей» Хундинга, а потом побеждает его родичей. Валькирия Сигрун рассказывает Хельги, что отец хочет выдать её за «грозного Хёдбродда». Тогда Хельги убивает Хёдбродда в битве и делает Сигрун своей женой.
Существенную часть «Первой Песни» занимает перебранка брата Хельги Синфьётли с Гудмундом, братом Хёдбродда.

## Оценки
Сюжетно «Первая Песнь» связана со «Второй Песнью о Хельги Убийце Хундинга» и с «Песнью о Хельги, сыне Хьёрварда» (эти три текста открывают раздел «героических песней» в «Старшей Эдде»). Исследователи полагают, что изначально существовали разные персонажи по имени Хельги, которые частично сблизились, но при этом сохранился ряд сюжетных противоречий.
Исследователи полагают, что поэма создана довольно поздно и что её сюжет связан с реальными событиями, происходившими в V веке. Судя по некоторым топонипам, действие «Первой Песни» происходит в Дании, Южной Швеции и на южном побережье Балтийского моря. По стилю она схожа со скальдической поэзией, в её содержании много общего с хвалебными песнями скальдов. Исследователь Е. Мелетинский, видит в песнях о Хельги сюжетные элементы «богатырской песни-сказки»: почти мгновенное созревание, первый подвиг (убийство Хундинга), «героическое сватовство».